# Epidapus absconditus
Epidapus absconditus är en tvåvingeart som först beskrevs av Vimmer 1926.  Epidapus absconditus ingår i släktet Epidapus och familjen sorgmyggor.
Artens utbredningsområde är Slovakien. Inga underarter finns listade i Catalogue of Life.